# Mourir pour Dantzig ?
« Mourir pour Dantzig ? » est le titre d'un éditorial du néo-socialiste et pacifiste français — et futur collaborationniste — Marcel Déat paru en une du journal L'Œuvre le 4 mai 1939. Le titre complet de l'éditorial est ''Faut-il mourir pour Dantzig ?''. La phrase est devenue un slogan pacifiste juste avant guerre (« Pourquoi mourir pour Dantzig ? »).
Il fait référence à la ville libre de Dantzig (aujourd'hui la ville portuaire de Gdańsk, en Pologne) et au corridor polonais séparant alors l'Allemagne. Le Troisième Reich, qui quelques mois plus tôt avait obtenu les Sudètes lors des accords de Munich, avait en 1939 de nouvelles exigences en réclamant ces territoires, ce à quoi s'opposaient la France et le Royaume-Uni avec le risque d'une guerre en Europe.

## Contexte

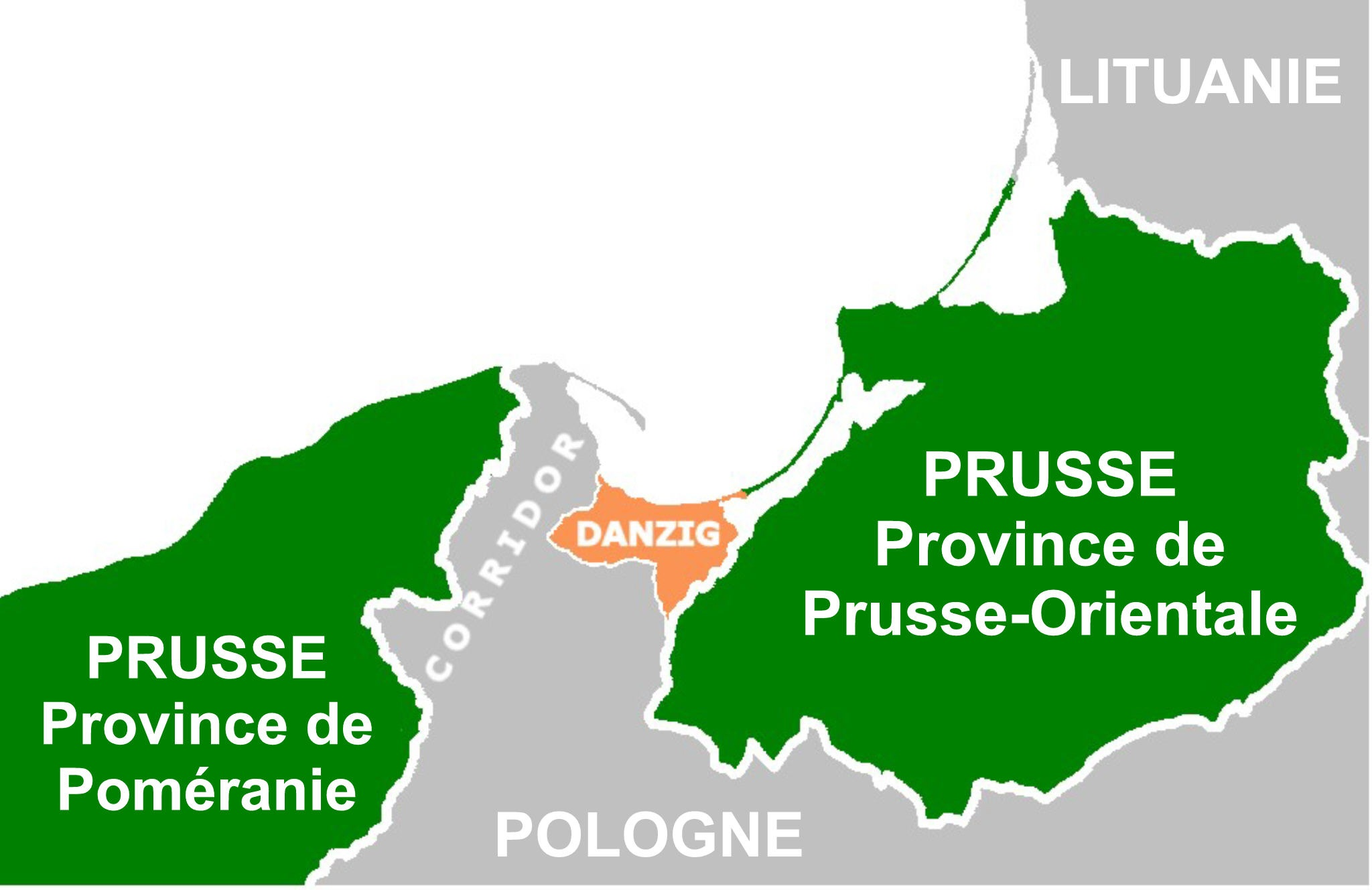
Carte de Dantzig et du corridor durant l'entre-deux-guerres

En mars 1938, Hitler envahit l'Autriche, sans opposition en Europe. Quelques mois plus tard, le 30 septembre 1938, les accords de Munich sont signés entre l'Allemagne, la France, le Royaume-Uni et l'Italie qui cèdent au Troisième Reich les Sudètes et entraînent indirectement la fin de la Tchécoslovaquie en tant qu'État indépendant (les Allemands envahiront la Bohême et la Moravie en mars 1939). Les Occidentaux ont alors l'impression d'avoir évité la guerre. Alors qu'Hitler s'était engagé officiellement à ne plus avoir de revendications territoriales, quelques mois plus tard, l'Allemagne réclame la rétrocession de Dantzig et du corridor homonyme. La ville libre de Dantzig, à majorité allemande, et le corridor situé juste à l'ouest ont été institués en 1919 par le traité de Versailles pour permettre à la Pologne d'avoir un accès à la Baltique mais sépare la province de Prusse-Orientale et Dantzig du reste de l'Allemagne.
Ces évènements interviennent dans une France encore marquée par l'hémorragie qu'a été la Première Guerre mondiale et où existe un fort mouvement pacifique.
En France, en  octobre 1938, dans le premier sondage mené dans le pays, l'IFOP (Institut français d'opinion publique) tout juste créé, pose différentes questions sur l'attitude que la France devrait avoir face aux revendications allemandes dont une sur Dantzig,. Si dans ce sondage, 57 % des Français approuvent les accords de Munich ils sont 70% à refuser toute nouvelle concession à l'Allemagne et à la question « Pensez-vous que si l'Allemagne tente de s'emparer de la ville libre de Dantzig, nous devrons l'en empêcher, au besoin par la force ? " », 76% répondent oui. Une grande majorité de Français ne croit pas encore, à cette époque-là, à une guerre imminente (ils le sont encore 57 % en février 1939, mais plus que 47 % en avril 1939 et 34 % fin juin).
Mais entre 1938 et 1939, le pacifisme s’essouffle, et l'opinion publique française semble peu à peu, à contrecœur, se résigner à la nécessité d'entrer de nouveau en guerre[réf. souhaitée]. Cette question de Dantzig se pose aussi au Royaume-Uni car le 5 mai 1939, le lendemain de l'éditorial de Déat, Le Times titrera « Dantzig ne vaut pas une guerre ». 

## Marcel Déat et son éditorial du 4 mai 1939
Marcel Déat (1894-1955) est un homme politique, journaliste, intellectuel, normalien et agrégé de philosophie. Député de la SFIO, il a été exclu du parti en 1933 pour ses doctrines de plus en plus autoritaristes et son soutien au gouvernement Daladier. Il participe la même année à la création du Parti socialiste de France, et devient le chef de file des Néo-socialistes. Il est brièvement ministre de l'Air en 1936 dans le gouvernement d'Albert Sarraut. En 1939, il est député de l'Union socialiste républicaine d'Angoulême.
Dans son violent éditorial du 4 mai en Une de L'Œuvre, dans lequel il écrivait régulièrement, il plaide pour un soutien limité à la Pologne, en expliquant que « les Nazis étaient depuis longtemps les maîtres de la ville où le malheureux représentant de la S.D.N. ne jouait plus qu'un rôle fantomatique. Dans ces conditions, le rattachement au Reich [de Dantzig] n'était qu'une formalité, assurément désagréable mais nullement catastrophique ». Il met en cause les Polonais dans la situation actuelle en expliquant qu'« un frémissement patriotique a parcouru ce peuple émotif et sympathique au possible. Les voila tout prêts à considérer Dantzig comme un "espace vital" [...] et refusent toute conversation, toute discussion avec l'Allemagne. » Et il poursuit qu'« il ne s'agit pas du tout de fléchir devant les envies conquérantes de M. Hitler, mais je le dis tout net : flanquer la guerre en Europe à cause de Dantzig, c'est y aller un peu fort, et les paysans français n'ont aucune envie de "mourir pour les Poldèves" »,. Marcel Déat termine par « Combattre aux côtés de nos amis polonais, pour la défense commune de nos territoires, de nos biens, de nos libertés, c'est une perspective que l'on peut courageusement envisager, si elle doit contribuer au maintien de la paix. Mais mourir pour Dantzig, non ! ».

## Suites
Le 30 août 1939, Hitler adressa un ultimatum à la Pologne et  devant le refus prévisible des Polonais, lança l'invasion de ce pays deux jours plus tard, entraînant alors l'entrée en guerre de la France et du Royaume Uni et marquant le début de la Seconde Guerre mondiale en Europe.
Le 8 août 1940, au début du régime de Vichy, Marcel Déat écrira, toujours dans L'Œuvre, qu'il dirigeait désormais, un éditorial de nouveau intitulé « Mourir pour Dantzig » à résonance pétainiste, alors que doit se tenir la première séance du procès de Riom censé juger les « responsables de la défaite ».
Ironie de l'Histoire, en mars 1945, des soldats de la Légion des volontaires français contre le bolchevisme, légion dont la création et l'enrôlement furent fortement soutenus par Déat, furent engagés aux côtés des troupes allemandes dans les durs combats lors du siège de Dantzig (en) par l'Armée rouge.

## Analyse

### Allusions contemporaines

#### À propos de la guerre d'Irak
L'expression « Mourir pour Dantzig » revient parfois dans le débat public en Europe. Ainsi en 2005, Jacek Saryusz-Wolski, alors chef de la délégation polonaise au Parlement européen dira « Ils [entendre : les Français ] n'ont pas voulu mourir pour Dantzig et maintenant ils ne veulent pas perdre leur temps pour Dantzig. » dans le cadre de la guerre en Irak à laquelle la France avait refusé de participer.

#### À propos de Taïwan
Après l'arrivée au pouvoir de Xi Jinping en Chine en 2012, dont la reprise de Taïwan est un objectif affirmé, la question d'une éventuelle intervention militaire occidentale pour contrer une attaque chinoise sur l'île se pose. Dans ce contexte, l'expression « Mourir pour Taïwan ? » se popularise à son tour, dans un contexte d'ambiguïté stratégique entretenue à l'égard de la Chine,,,.

#### À propos de la guerre d'Ukraine
En 2014, un appel des intellectuels polonais aux citoyens et gouvernements d’Europe face au risque russe commençait par « Mourir pour Dantzig ». Après l'invasion de l'Ukraine par la Russie depuis 2022, Ariane Mnouchkine a écrit le 25 février 2022 dans Télérama : « Que nous ne voulions pas mourir pour Kiev, soit, mais, pour Kiev, nous les artistes, accepterons-nous au moins de nous geler les fesses ? ».
En mars 2024, après deux ans de guerre en Ukraine, alors que l'engagement de la France en soutien de Kiev augmente régulièrement, le président français Emmanuel Macron évoque publiquement la possibilité d'envoyer des troupes de l'OTAN pour soutenir l'armée ukrainienne. Cette déclaration provoque de vives réactions aussi bien à l'international qu'en France, lors desquelles les allusions aux accords de Munich de 1938 et à l'édito de Marcel Déat se multiplient pour fustiger la « lâcheté » des « pacifistes » appelant à négocier avec Vladimir Poutine,,.

### Analyse rétrospective
En mars 2024, ciblé par une accusation de « lâcheté » après avoir déclaré ne pas vouloir « mourir pour le Donbass », le géopolitologue Pascal Boniface se dit victime d'une comparaison historique infondée, tout en rappelant que la position de Marcel Déat dans cet édito était elle-même à l'époque compréhensible et défendable. Citant le diplomate Gérard Araud, auteur du livre sur la France d'entre-deux-guerres Nous étions seuls, Une histoire diplomatique de la France 1919-1939, il déclare, sur le contexte de cet éditorial :

« Londres et Paris s’apprêtent à faire la guerre pour Dantzig à la population entièrement allemande, dont le statut de ville libre n’est en rien indispensable pour la Pologne qui s’est dotée depuis 1919 du port de Gdynia [à une vingtaine de kilomètres au nord de Danzig au bord de la Baltique]. Sur le fond, Dantzig est sans doute le contentieux où les arguments de l’Allemagne sont les plus forts et où une concession aurait le moins de conséquences stratégiques. Grande-Bretagne et France se sont donc livrés pieds et poings liés au gouvernement polonais, qui refuse toute négociation avec l’Allemagne sur le sort de la ville libre. »

Selon Pascal Boniface, c'est la suite du parcours de Marcel Déat, le fait qu'il ait trahi la France et collaboré, qui biaise a posteriori le regard qu'on peut avoir sur son édito de mai 1939. Mais ces circonstances ultérieures ne doivent pas faire oublier que la question posée dans son éditorial était pertinente lors de la parution de ce dernier.